# Koos de la Rey
Jacobus Herculaas „Koos“ de la Rey, známý jako Lev západu, (22. října 1847, Doornfontein, Winburg – 15. září 1914, Langlaagte, Witwatersrand) byl jeden z největších búrských generálů bojujících v druhé búrské válce. Jeho geniální vedení obranných a ústupových bojů kombinované s promyšlenými přepadovými akcemi válku značně prodloužilo a (jen tak mimochodem) zcela zničilo kariéru generála Paula Sanforda Methuena, který vedl britská tažení v oblastech, kde Koos de la Rey působil.

## Dětství a rodina
Jacobus Herculaas de la Rey, přezdívaný Koos, Starý Koos nebo Lev západu, byl transvaalský sedlák (narodil se ale v sousedním Svobodném státě Oranžsko), vnuk holandských přistěhovalců a syn Adriana Johannese a Adriany van Rooyen. Jeho vzdělání nebylo nijak oslnivé, končilo u toho, že uměl číst, psát a počítat a hodně si četl v Bibli, kterou prakticky nikdy neodkládal. Navzdory tomu a ačkoliv nikdy neprodělal ani náznak vojenského výcviku, stal se jedním z největších generálů búrských válek. S manželkou Jacobou Elizabeth Greeffovou měl 10 dětí. Jeho hluboká zbožnost, hluboce posazené tmavé oči, hluboký hlas a dlouhý hustý vous mu propůjčovaly zjev a projev patriarchy. Obvykle se choval velmi klidně a všechno si pomalu a důkladně promýšlel, v bitvě se však měnil v energického velitele, který svým příkladem a projevem strhával své muže k neuvěřitelným výkonům. Osobně se účastnil bojů, ve kterých vynikal značnou odvahou, veškerou chválu i napomínání, že by si měl dávat větší pozor, přitom komentoval stejně: „Bojím se jen Boha, nikoho jiného!“

## První búrská válka a období po ní
Během první búrské války se příliš aktivně a samostatně neprojevoval, za zmínku stojí snad jen to, že vedl obležení Potchefstroomu poté, co jeho původní velitel Piet Cronje onemocněl.
Mezi búrskými válkami a za druhé búrské války byl Koos jednou z předních postav Volksraadu (búrského parlamentu) a jeden z nejvýznačnějších představitelů umírněného búrského nacionalismu. Byl odpůrcem nové války s Velkou Británií a prosazoval ve Volksraadu maximální ústupky a vstřícnost vůči Britům, což vedlo až k tomu, že ho prezident Paul Kruger obvinil ze zbabělosti. „Starý Koos“ na to zareagoval replikou, která se později beze zbytku naplnila: „Pokud dojde k válce, budu já bojovat ještě dlouho poté, co vy se vzdáte.“

## Druhá búrská válka
Koos vedl první významnější akci druhé búrské války, když jeho komando napadlo obrněný vlak Mosquito převážející munici a posily do města Mafeking a zajal jej. Když poté Búrové oblehli tři velká pohraniční města (Ladysmith, Mafeking a Kimberley) a britský generál Methuen vytáhl na pomoc Kimberley, byl Koos de la Rey jedním z těch, co ho měli zastavit.
Generál Methuen byl přesně tím typem viktoriánského vojáka, který se neměl k búrským republikám a vojskům ani přiblížit. Pohrdal búrskými nepřáteli a jejich neortodoxní taktikou boje, měl nepřekonatelné problémy pochopit význam podrobného průzkumu a utajení operací v nepřehledném terénu či jemného manévrovacího boje. Jeho neskonalé sebevědomí hraničící až s hloupostí nejlépe charakterizuje fakt, že vyslal do Kimberley posly oznamující, kdy přesně hodlá dorazit a kudy cestovat, a ještě to víceméně veřejně vyhlásil, čímž dal Búrům dostatek informací i času ke shromáždění maximálních sil v ideálních pozicích mezi ním a jeho cílem. Během přípravy tažení mu stačilo krátké prostudování trasy na nepříliš podrobných mapách, aby „určil všechna rizika“ a „nebezpečná místa, kde by mohl nepřítel nastražit léčky“. Objevily se však dvě nepříjemné komplikace. Předně Methuen projevil i přes značnou materiální i početní převahu na své straně pozoruhodnou neschopnost vyrovnat se i s těmi léčkami a problémy, které na cestě očekával. Metoda suverénně nakráčet do předpokládané pasti a rozbít ji silou sice zpočátku fungovala, ale ztráty byly neúnosné. A co bylo horší, Koos de la Rey měl poněkud větší představivost než jeho britský protějšek a našel na jeho plánované trase o jedno problematické místo více – řeku Modder.
22. listopadu 1899 utrpěl Methuen první vážné ztráty v bitvě u Belmontu. Búry Jacobuse Prinsloa sice zahnal, ale vzápětí nato jeho jízda pronásledující ustupujícího nepřítele utrpěla těžké ztráty v léčce, kterou jí připravil právě dorazivší Koos. 24. listopadu následovala druhá bitva v kopcích u Graspanu. Methuen použil svůj obvyklý postup – pochodovou formaci změnil na bojovou, odhadl, kde se skrývá nepřítel, a bez podrobnějšího průzkumu vrhl své jednotky přímo proti jeho předpokládaným pozicím. Ani tentokráte Prinsloo s Koosem nedokázali Brity zastavit, ale způsobili jim těžké ztráty za cenu minimálních vlastních (přes 300 Britů proti 12 Búrům). 28. listopadu následovala už skutečná katastrofa – Britové nepřipravení nakráčeli do pasti, kterou jim „Koos“ s Cronjem připravili na řece Modder a utrpěli těžké ztráty. Jedním z mála padlých toho dne na búrské straně však byl Koosův syn Adaan. Po bitvě následovala zuřivá roztržka mezi Koosem a Cronjem, který dorazil v noci při přerušení bojů (bitvu strávil v týlu) a nařídil ústup. Následovalo poslední zastavení Methuenovy „křížové cesty“, bitva u Magersfontein. 11. prosince mu v ní Koos s Cronjem připravili zdrcující porážku a zahnali jej zpět za řeku Modder. Tato porážka Methuenovi dokonale zmrazila kariéru. Odmítl však možnost odejít do čestného důchodu a dál sloužil pod mladšími důstojníky bez naděje na povýšení, aby odčinil svůj neúspěch a pomstil se za svůj pád. Věřil, že pokud své neúspěchy odčiní a Búry (a zejména Koose) porazí, může se rehabilitovat.
V březnu roku 1900 se Búrové drcení početní převahou Britů rozhodli přejít k čistě gerilovému boji. Britové zareagovali taktikou spálené země a tvorbou koncentračních táborů, v nichž ženy a děti búrských bojovníků umíraly na týrání, hlad a nemoci. Poslední zbytky civilizovaného válčení se z búrských republik vytrácely. Je příznačné, že hluboce věřící Koos představoval v daném konfliktu výjimku – odmítal kruté zacházení se zajatci a tvrdě trestal každého, kdo by se ho dopouštěl. A bojoval dál, bez ohledu na utrpení, které museli překonávat jeho muži i jejich rodiny a bez ohledu na rostoucí převahu Britů, kteří v druhé búrské válce nasadili celkem téměř 500 000 mužů (celá populace obou búrských republik čítala zhruba 85 000 dospělých mužů). Britové také vyzbrojili domorodé kmeny (zejména příslušníky kmene Bantu, který byl úhlavním nepřítelem Búrů) moderními zbraněmi, vycvičili je a vyslali, aby „lovili“ Búry a jejich rodiny, ačkoliv věděli, jak krutě zacházejí se zajatci, berou-li je vůbec. Tito domorodci a „přeběhlíci“ ze strany Búrů (často přesvědčení ke spolupráci skrze zajaté členy své rodiny) také hodně zefektivnili britský průzkum, což vedlo k dopadení některých méně opatrných (nebo prostě příliš vyčerpaných) komand, ale Koos de la Rey stále unikal a zasazoval Britům jednu ránu za druhou. Jeho hlavním protivníkem nebyl nikdo jiný než pohaněný Methuen, odhodlaný dostat muže, který jej zesměšnil a odsoudil k potupnému konci kariéry. Jeho snaha ale byla marná, navzdory nevýslovnému utrpení, které Koos a jeho muži museli snášet. Jeden britský voják popsal Koosovy Búry, které se podařilo zajmout počátkem roku 1902, takto: „Zbytek jejich uniforem byl v posledním stadiu rozkladu. Byli vyhublí na kůži a ztrhaní strádáním. Není nic více ponižujícího než vědomí, že tato ubohá stvoření jsou nepřítelem, který dokáže udržet v šachu výkvět britské armády.“
Na počátku roku 1902 již stáli Búrové na pokraji kolapsu, zejména v Oranžsku a východním Transvaalu. Lord Horatio Kitchener, velící nyní boji proti Búrům, vyjadřoval ve svých zprávách nadřízeným přesvědčení, že búrský odpor je již zlomen a oni nejsou schopni žádné vážnější akce. Krutě se však mýlil, zdánlivý klid v západním Transvaalu byl způsoben tím, že Koos a jeho lidé odpočívali a chystali se na pořádnou akci.
25. února 1902 přepadl Koos velký konvoj s municí pro Methuena. V boji padlo 180 Britů a 500 jich bylo zajato. Přestože Britové v té době posílali búrské zajatce do koncentráků nebo na galeje, kde houfně umírali, případně je nebrali vůbec, Koos odmítl požadavek svých mužů na postřílení zajatců, které nebylo jak živit, a všechny na druhý den propustil. Methuen běsnící vzteky sebral narychlo oddíl 1300 mužů a vyrazil na „závěrečný hon“. Hodlal se během pronásledování spojit s dalšími 3000 muži ze dvou jednotek pohybujících se v okolí, ale Koos mu nedal příležitost – 7. března brzy ráno napadl u soutoku řek Little Hart’s a Great Methuenovu jednotku, rozdrtil ji a Methuena, který byl v průběhu boje těžce zraněn, zajal. Jeho muži požadovali generálovo zastřelení (Britové zajaté búrské důstojníky často popravovali), ale Koos to odmítl a těžce zraněného generála, na jehož ošetřování neměl prostředky, propustil stejně jako jeho zajaté vojáky. Z vojenského hlediska neměla tato akce nijak velký význam, avšak její psychologický dopad na britské sebevědomí (a zejména pak veřejné mínění) byl drtivý. Methuen byl nejvyšší důstojník, jakého Búrové zajali za celou válku, a po optimistických zprávách, které Kitchener posílal domů, zapůsobila celá událost jako ledová sprcha.
Krátce poté začalo jednání mezi Brity a Búry o búrské kapitulaci. Koos kapitulaci zprvu odmítal, ale když se dozvěděl o situaci v ostatních částech republik, kde búrští válečníci umírali hlady a na kurděje a sám pocítil zvýšenou pozornost Britů i jejich bantuských spojenců, rozhodl se změnit názor. Posledním zastáncům tvrdého křídla řekl 17. května toto: „Mluvilo se o boji až do hořkého konce. Ale nenastal už hořký konec? Musíte mít na paměti, že všechno padlo za oběť: dobytek, zboží, ženy, děti. Naši muži chodí už skoro nazí a naše ženy se oblékají do kůží. Není to snad dost hořký konec?“ Koos se s kapitulací ale nikdy opravdu nesmířil. V roce 1914 vstoupila Jihoafrická unie do války po boku Británie, což mělo vzápětí za následek vzpouru Búrů vedenou Christiaanem de Wittem. Koos vyrazil do Johannesburgu, údajně měl v úmyslu se připojit k povstalcům. Přesně se to ale neví, stejně jako zůstává otázkou, zda ho britská policie skutečně zastřelila omylem, nebo preventivně. Povstání bylo rychle potlačeno bývalými búrskými generály Smutsem a Bothou.

## Styl boje
Koos de la Rey patří mezi největší mistry gerilové války. Byl mistrem přepadových akcí a rychlých ústupů, v nepřehledném terénu byl k neporažení. Standardních bitev se příliš neúčastnil, pokud však se na nich přece jen podílel, vkládal do nich zpravidla něco ze svých neortodoxních a přepadových taktik. Za nejdůležitější vždy považoval moment překvapení, kterým se snažil vyrovnat převahu ve zbraních a počtu mužů na straně nepřítele. Své vojáky často vedl do bojů osobně a jeho odvaha v boji byla příslovečná.